# 高嶋琴羽
高嶋 琴羽（たかしま ことは、2007年8月26日 - ）は、日本の子役である。NEWSエンターテインメント所属。
特技は体操、フラッシュカードなど。

## 出演

### テレビドラマ
- 遅咲きのヒマワリ〜ボクの人生、リニューアル〜（2012年10月-12月、フジテレビ） - 島田結衣 役
- ぱじ（2013年3月27日、テレビ東京） - 園児 役
- 小暮写眞館（2013年4月14日、NHK BSプレミアム）
- 24時間テレビドラマ 今日の日はさようなら（2013年8月24日、日本テレビ） - つばさ 役
- 土曜ワイド劇場（テレビ朝日）
  - 「検事・朝日奈耀子14」（2013年10月26日） - 奥村麻衣（幼少）役
  - 「人類学者・岬久美子の殺人鑑定5」（2014年11月8日）
- よろず占い処 陰陽屋へようこそ 第7話（2013年11月19日、関西テレビ） - 坂上朋奈（幼少）役
- 相棒 Season12 第8話（2013年12月4日、テレビ朝日） - 矢嶋小百合（幼少）役
- 恋するイヴ（2013年12月24日、日本テレビ） - 藤波みすず 役
- サイレント・プア 第2話（2014年4月15日、NHK総合テレビ） - 郷田花音 役

### 映画
- ぶどうのなみだ（2014年10月11日公開、アスミック・エース） - エリカ （幼少）役

### CM
- 日本コカ・コーラ 「爽健美茶 ママの愛を注ごう 篇」（2012年）
- アガツマ「アンパンマン天才能シリーズ」インフォマーシャル（2012年）
- ヤマサ醤油「鮮度の一滴 しょうゆの敵 篇」（2013年）
- ACジャパン「となりの先生 篇」（2013年）
- J:COM ZAQ
  - 「入りたくなる 篇」（2013年）
  - 「入りたくなる ラッパ 篇」（2013年）
  - 「入りたくなる2013年冬 篇」（2013年）
- マクドナルド ハッピーセットトムとジェリー 「ふしぎな袋 篇」（2013年）
- 崎陽軒 シウマイ（2013年）